# Stile concitato

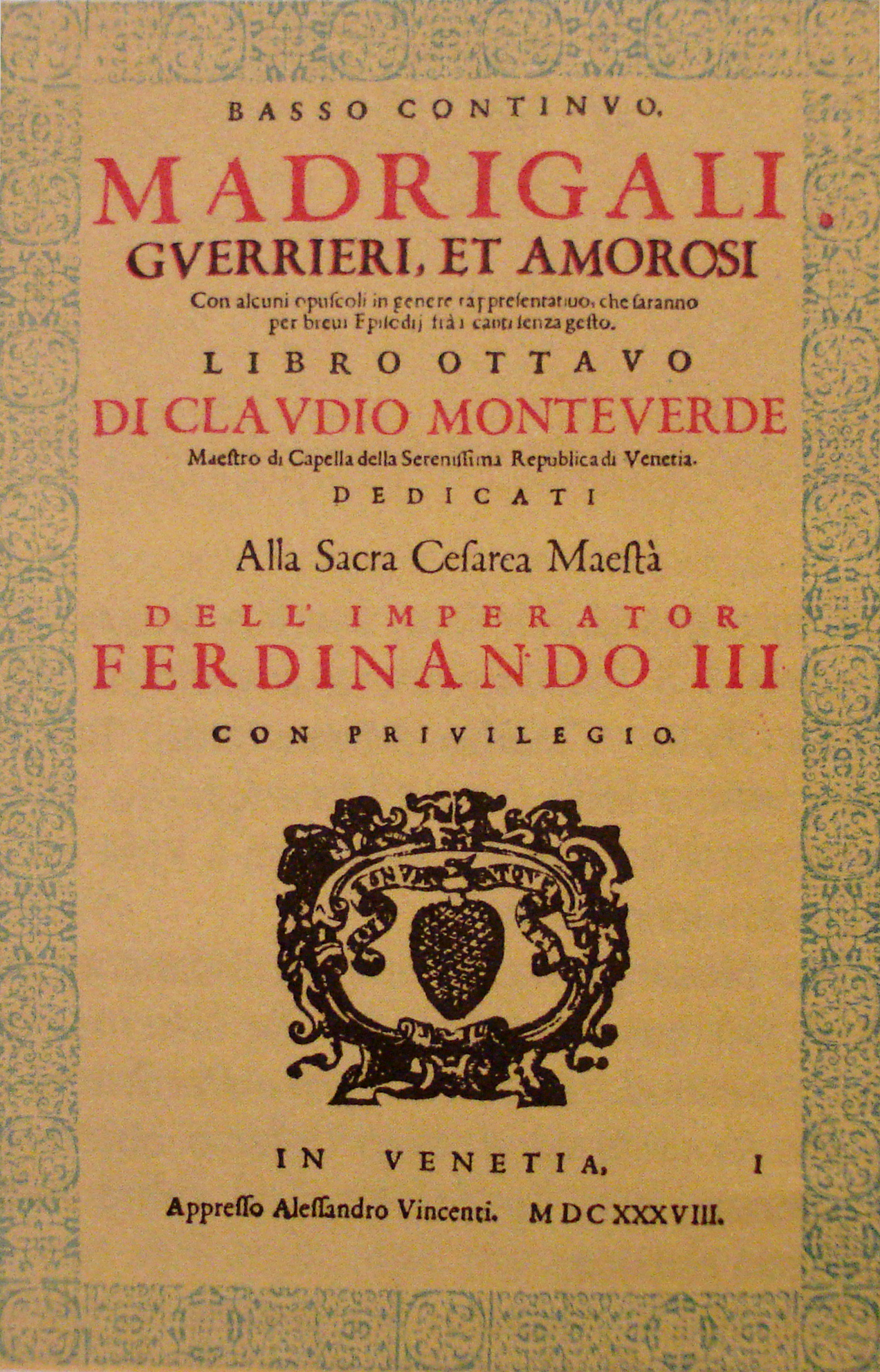
Okładka Madrygałów wojennych i miłosnych Monteverdiego

Stile concitato – termin używany w literaturze muzycznej od początku XVII wieku na określenie stylu muzycznego charakteryzującego się emocjonalną, uwydatnioną ekspresją wykonawczą partii instrumentalnych utworu muzycznego lub większego dzieła. Styl wykształcił się we wczesnym baroku wraz z rozwojem muzyki dramatycznej (monodii akompaniowanej i opery). Określenie wprowadził Claudio Monteverdi w przedmowie do Madrygałów wojennych i miłosnych (1638), a sam styl przejawia się zastosowaniem środków artykulacyjnych podkreślających marszowy rytm i budujących napięcie, jak np. pizzicato i tremolo w „Walce Tankreda z Kloryndą”.